# Starosti pana starosty
Starosti pana starosty nebo Starosti starosty (orig. Welcome to Mooseport) je americká filmová komedie z roku 2004 režiséra Donalda Petrieho v hlavních rolích s Rayem Romanem a Genem Hackmanem, pro něhož to byla poslední filmová role před odchodem do hereckého důchodu.

## Děj
Prezidentovi USA Monroe "Eagle" Coleovi právě skončil mandát, a tak se stěhuje do svého letního sídla v Mooseportu v Maine, aby tak unikl své bývalé manželce Charlottě Coleové. Mooseport právě ztratil svého starostu, a tak se městská rada rozhodne požádat bývalého prezidenta, aby se funkce ujal. Cole s tím souhlasí, protože, jak se ukáže, když se stane starostou, jeho sídlo může sloužit jako oficiální sídlo starosty a tím pádem ho nemůže získat jeho bývalá manželka.
Aniž by to tušil, do voleb na starostu je přihlášen také Harold "Handy" Harrison, místní instalatér a vlastník obchodu s domácími potřebami. Když se Handy dozví, že se o místo uchází také Cole, odstoupí. To si ale rozmyslí, když se Cole začne zajímat o jeho přítelkyni veterinářku Sally Mannisovou, která se s Handym ale rozešla, protože jejich vztah probíhal pomalu. Handy věří, že když zvítězí ve volbách o místo starosty, tak získá Sally zpět.
Do města potom přijede Coleova bývalá manželka Charlotte, která má v úmyslu zhatit exmanželovy plány. Coleův tým, vedený jeho asistentkou a potenciální láskou Grace Sutherlandovou a Willem Bullardem, povolá jako šéfa jeho kampaně Berta Langdona, který si od doby, kdy Cole skončil v úřadě prezidenta, stěžuje na nudný život. Jak kampaň pokračuje, Cole i Harrison jsou posedlí tím, aby "souboj vyhráli na všech (komických) frontách".
Noc před volbami žádají oba kandidáti voliče, aby odevzdali svůj hlas druhému z kandidátů a že oba budou volit toho druhého (ačkoli to oba dělají z různých důvodů – Cole chce získat díky sympatiím další hlasy, Harrison to chce jen všechno ukončit a zároveň je přesvědčen, že bude Cole dobrým starostou). Harrison slib splní, ale Cole i tak volí sebe. Když se ale Cole dozví, že vyhrál o jeden hlas, přizná se a předá funkci Harrisonovi. Ten ale lže a řekne, že také hlasoval pro sebe, a tak funkci vrátí Coleovi. Harrison pak řekne Sally pravdu a tvrdí, že to udělal proto, že Cole potřebuje úřad starosty více než on a jediné, co chce on, je vzít si ji. Když Harrison žádá o ruku Sally, Cole žádá o ruku Grace. Film končí, když Bert Langdon nabízí Harrisonovi, že povede jeho kampaň do úřadu guvernéra státu Maine. Harrison o to s úsměvem projeví zájem, když zjistí, že guvernér může říkat starostovi, co má dělat.

## Obsazení
| Ray Romano         | Harold 'Handy' Harrison |
| Gene Hackman       | Monroe 'Eagle' Cole     |
| Marcia Gay Harden  | Dr. Sally Mannisová     |
| Maura Tierney      | Grace Sutherlandová     |
| Fred Savage        | Will Bullard            |
| Rip Tom            | Bert Langdon            |
| Christine Baranski | Charlotte Cole          |
| Wayne Robson       | Morris Gutman           |
| Reagan Pasternak   | Mandy Gutmanová         |
| Edward Herrmann    | Avery Hightower         |